# 尹广文
尹广文（1922年—），男，原籍山东掖县，生于黑龙江穆棱，中国电影文学翻译家，长春电影制片厂译制片翻译，曾任中国电影家协会理事。